# Virusul Marburg
Virusul Marburg (Marburgvirus) descoperit în august 1967  este un virus care provoacă febra hemoragică Marburg care aparține familiei filoviride - asemănător cu virusul Ebola - și se transmite la oameni și maimuțe. Virionii virusului Marburg au un aspect caracteristic de bastonaș sau filamente.

## Rata mortalității
Marburg este unul dintre cei mai letali viruși pe care îi cunoaștem, ucigând până la 88% din persoanele pe care le infectează. OMS a declarat că rata mortalității a variat, în epidemiile anterioare, între 24% și 88%, în funcție de tulpină și tratament

## Tratament
Actualmente, încă nu există vaccin sau terapii specifice și eficiente pentru virusul Marburg.